# Fauna italiana

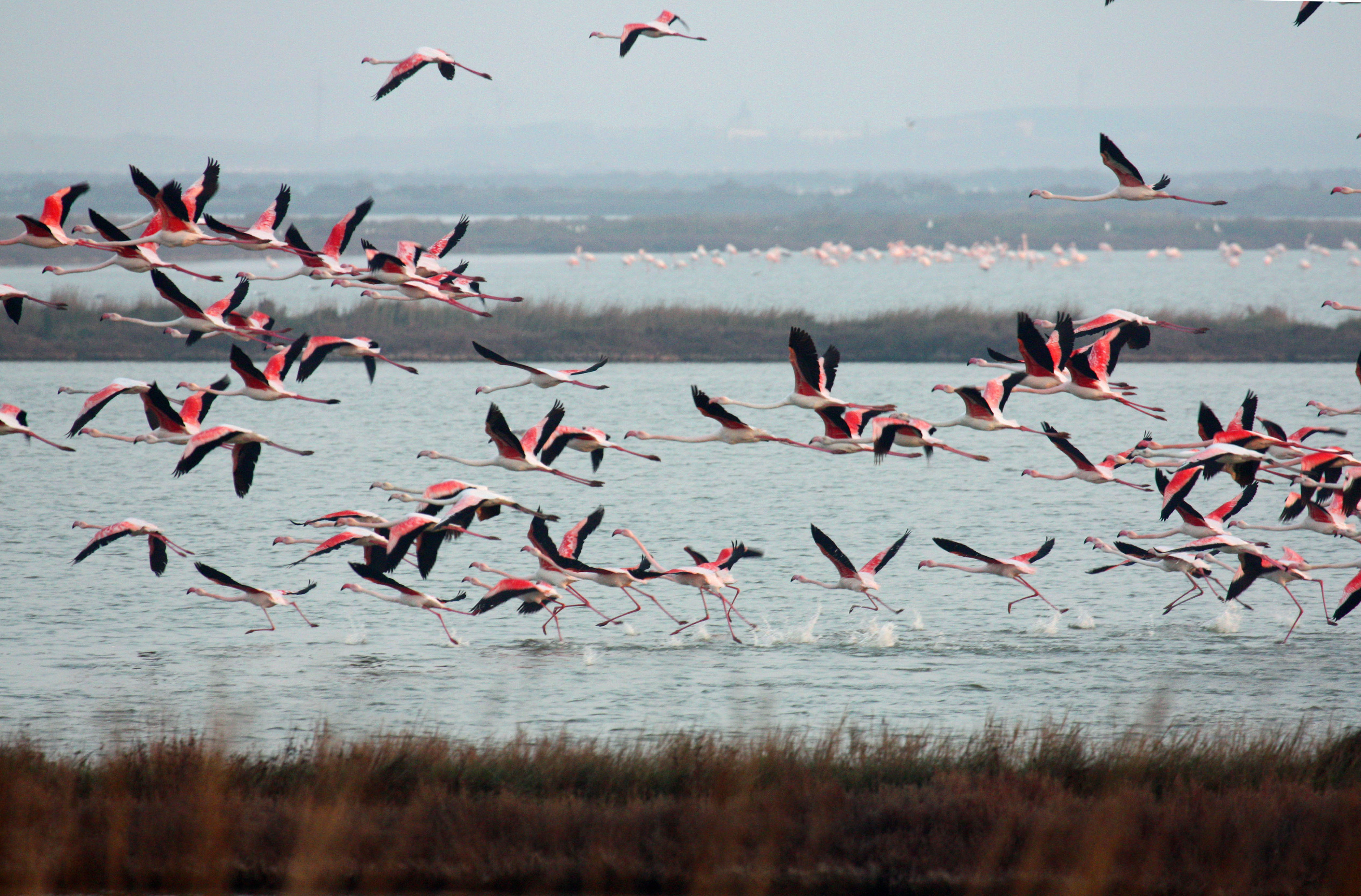
Fenicotteri sul delta del Po

La fauna italiana è l'insieme delle specie animali viventi allo stato selvatico all'interno del territorio italiano. In base ai dati forniti dall'Annuario Dati Ambientali ISPRA (aggiornato al 2018), la fauna italiana comprende circa 58 022 specie – includendo anche 1 812 specie di protozoi, che, per la vicinanza filogenetica al regno animale, vengono considerati parte integrante della fauna –, in tutto equivalente a più di un terzo dell'intera fauna europea, portando così l'Italia al primo posto in Europa per biodiversità.
Il gruppo più rappresentato è quello degli invertebrati (54 952 specie, quasi il 95%), costituito essenzialmente dal phylum degli artropodi (46 403 specie, circa l'80% della fauna italiana), dominato a sua volta dalla classe degli insetti.
I vertebrati costituiscono invece solo il 2,2% (1 258 specie), con: 127 specie di mammiferi, 473 di uccelli, 52 di rettili, 38 di anfibi e 568 di pesci.
La checklist delle specie della fauna d'Italia include 4 777 specie animali endemiche, che equivalgono all'8,6% del totale.

## Le ragioni della biodiversità
L'Italia presenta il maggiore livello di biodiversità in Europa, con oltre 58 000 specie segnalate: si tratta di più di un terzo dell'intera fauna europea.
Questo è dovuto principalmente a:
- Posizione geografica: l'Italia è uno dei paesi più meridionali d'Europa, ed è circondata dal mare su tre lati. Presenta 8 000 chilometri di coste e la sua posizione al centro del mar Mediterraneo la rende un corridoio tra l'Europa centrale, il sud Europa e il Nordafrica. Le specie presenti sul territorio italiano, inoltre, provengono anche dai Balcani, dall'Eurasia e dal Medio Oriente. L'avifauna italiana risente positivamente anche della vicinanza con l'Africa, mentre la penisola e le isole (anche attraverso il ponte Corsica-Sardegna) sono un punto di passaggio fondamentale per gli uccelli migratori, che in alcuni casi possono diventare stanziali, come, per esempio, i fenicotteri.
- Variegata struttura geologica del territorio.
- Presenza di alte catene montuose, soprattutto le Alpi e gli Appennini.
- Diversità di clima e di habitat: un arco alpino molto ampio al Nord con ambienti glaciali e foreste di conifere, boschi e fiumi al centro, gariga e macchia mediterranea al Sud.
- Notevole diversità di specie botaniche (9 000 specie: almeno la metà del totale europeo, di cui numerose però introdotte dall'uomo sin da epoche protostoriche, come ulivo, cipresso, pino marittimo, pino d'Aleppo, castagno, vite, ecc.).

L'86% della fauna italiana è terrestre e il 14% acquatico. Gli insetti rappresentano circa i due terzi dell'intera fauna.
Va rimarcato, poi, che l'Italia risente della presenza umana, che ha determinato sia l'estinzione di alcune specie in epoca storica o tardo-preistorica (uro, bisonte, leone euroasiatico, prolago sardo, ecc.; talvolta, con estinzioni locali e poi ritorni da aree vicine, come nei casi della lince e dello sciacallo) sia l'introduzione di specie animali e vegetali, dapprima da tutto il bacino euro-mediterraneo e dall'Oriente (già in epoca classica romana e preromana, come la carpa, il coniglio selvatico iberico, il daino, ecc.; molto maggiore fu il carico di specie vegetali naturalizzate) e, poi, nell'età moderna e nel Novecento, da tutto il mondo. In molti casi, le specie introdotte si sono adattate senza creare eccessivi disturbi agli animali nativi (come i fagiani e gli altri uccelli da cacciagione introdotti nel Cinquecento) o con danni minimi (ad esempio, il persico sole), altre, invece, si sono rivelate invasive e dannose per la fauna autoctona, che tendono a sostituire (come lo scoiattolo grigio americano a danno dello scoiattolo rosso e il gambero della Louisiana ai danni del gambero di fiume). Inoltre, buona parte delle specie selvatiche italiane, soprattutto quelle di mammiferi di taglia medio-grande, devono la loro sopravvivenza ed esistenza all'intervento dell'uomo avvenuto nel corso del tempo, in particolare all'attività venatoria medievale, che contribuì a selezionare, incrociare, diffondere o ridurre la presenza di alcuni animali. L'estinzione di alcune specie preistoriche, come il cavallo selvatico (Equus ferus) e l'asino selvatico (Equus hydruntinus), sono state localmente rimpiazzate dal rinselvatichimento di cavalli (talvolta, anche in areali in cui le specie selvatiche non esistevano, come i cavalli di Giara) e di asini.

## Ecoregioni
La maggior parte del territorio italiano è compreso nel bacino del Mediterraneo. Importanti ecoregioni terrestri includono: la tundra e la foresta di conifere sulle Alpi, la foresta decidua illirica, le foreste semi-decidue e a sclerofille italiane, le foreste miste dell'Appennino meridionale, le foreste a sclerofille e miste tirreniche e adriatiche, le foreste decidue appenniniche, le foreste miste dinariche e le foreste miste del bacino del Po. Ci sono inoltre molti sistemi di grotte, importanti per la biodiversità.

## Vertebrati

### Mammiferi
La fauna è costituita soprattutto da animali tipici delle montagne, delle pianure e della macchia mediterranea. Animali diffusi ovunque in Italia sono i mustelidi: la donnola, il tasso, l'ermellino (solo sull'Arco Alpino), la faina, la puzzola e la martora; discorso diverso va fatto per la lontra: essa è stata sterminata in gran parte del paese ed è, oggi, presente stabilmente in Basilicata, Calabria, Campania e Puglia, ma sta tornando a ripopolare anche i corsi d'acqua dell'Abruzzo e del Molise. I felidi sono rappresentati dal gatto selvatico europeo, presente stabilmente nell'area centro-meridionale e con avvistamenti sporadici al nord, e dalla lince eurasiatica: essa era un tempo presente in tutta la penisola, ma col tempo venne sterminata ovunque; oggi sta tornando a ripopolare le Alpi orientali grazie alle popolazioni austriache e slovene. Inoltre, sembra stia tornando ad abitare le foreste appenniniche, con avvistamenti certificati che finora si sono verificati solo nel Parco Nazionale d'Abruzzo, Lazio e Molise. I canidi in Italia sono abbastanza diffusi: la volpe rossa, ad esempio, è molto comune in Italia; il lupo, invece, venne quasi sterminato, ma a partire dal 1970 i pochi esemplari rimasti sono tornati a colonizzare le montagne e, da allora, l'Appennino presenta popolazioni di lupo stabili anche grazie alla presenza dei vari parchi nazionali. L'animale sta però tornando a popolare anche le Alpi italiane; il suo isolamento, nel corso dei millenni, ha portato alla genesi di una sottospecie a sé stante, endemica della penisola italiana, il lupo appenninico. L'altro canide presente in Italia è lo sciacallo dorato, animale non autoctono, tipico dell'area balcanica, che negli ultimi anni si è spinto in Italia dalla vicina Slovenia e che sta gradualmente espandendo il suo areale verso sud. Si crede che l'orso bruno fosse un tempo diffuso su tutta la penisola, ma oggi ne sopravvivono pochi esemplari: una buona popolazione che si sposta dal Trentino-Alto Adige alle altre aree del nord grazie a progetti europei di reintroduzione e una popolazione isolata in Abruzzo dell'orso marsicano, sottospecie a sé stante dell'orso bruno ed autoctona dell'Italia centro-meridionale, in forte rischio di estinzione. Tra gli ungulati sono diffusi: il cervo nobile, il capriolo, presente anche con una sottospecie endemica, il capriolo italico, tipica della Toscana, ma è stato introdotto in altre aree, come il parco nazionale del Cilento, Vallo di Diano e Alburni, il parco nazionale del Gran Sasso, il Gargano, la tenuta di Castelporziano e in Calabria, il daino, il camoscio alpino, il muflone (in varie zone delle Alpi, degli Appennini e in Sardegna), lo stambecco delle Alpi e il camoscio appenninico nel parco nazionale d'Abruzzo, Lazio e Molise. Sono diffusissimi i cinghiali. Alcune specie hanno recentemente passato i confini italiani entrando in Italia, un esempio è quello della genetta, animale africano presente anche in Spagna e Francia, ed è proprio da quest'ultimo paese che la genetta è arrivata in Italia per la prima volta, col primo avvistamento avvenuto nel 2008 nel parco naturale regionale delle Alpi liguri; un altro animale che ha seguito il metodo della genetta è il castoro europeo, che si estinse in Italia nel Seicento a causa della caccia indiscriminata per fabbricare pellicce e cappelli.
A novembre 2018 c'è stato il primo avvistamento di castoro sul suolo italiano dopo più di 400 anni, nel comune di Tarvisio, in Friuli-Venezia Giulia; si pensa che il castoro abbia raggiunto nuovamente l'Italia dalla vicina popolazione austriaca. Inoltre, sono presenti moltissimi animali tipici dei boschi e delle montagne, come molte sottospecie di lepre, la talpa romana, la marmotta, lo scoiattolo europeo, l'istrice, il riccio europeo, il moscardino, il topo quercino, il ghiro e l'arvicola.

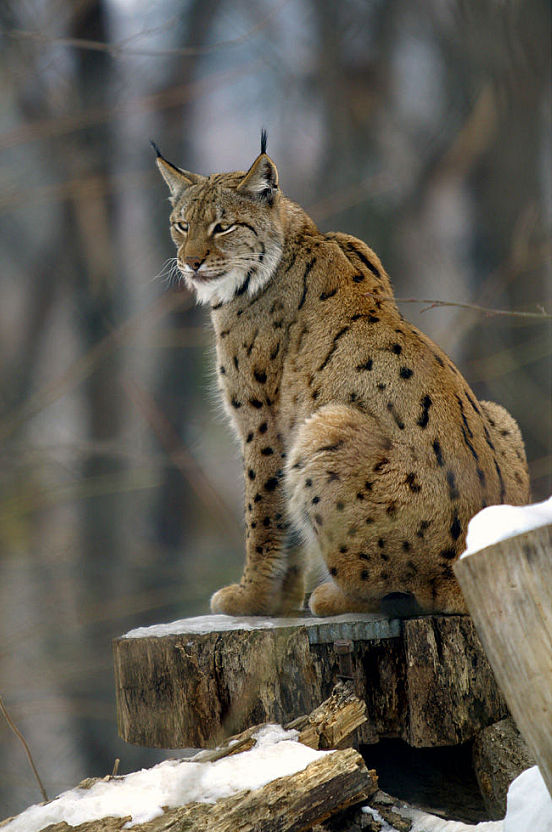
Esemplare di Lince eurasiatica

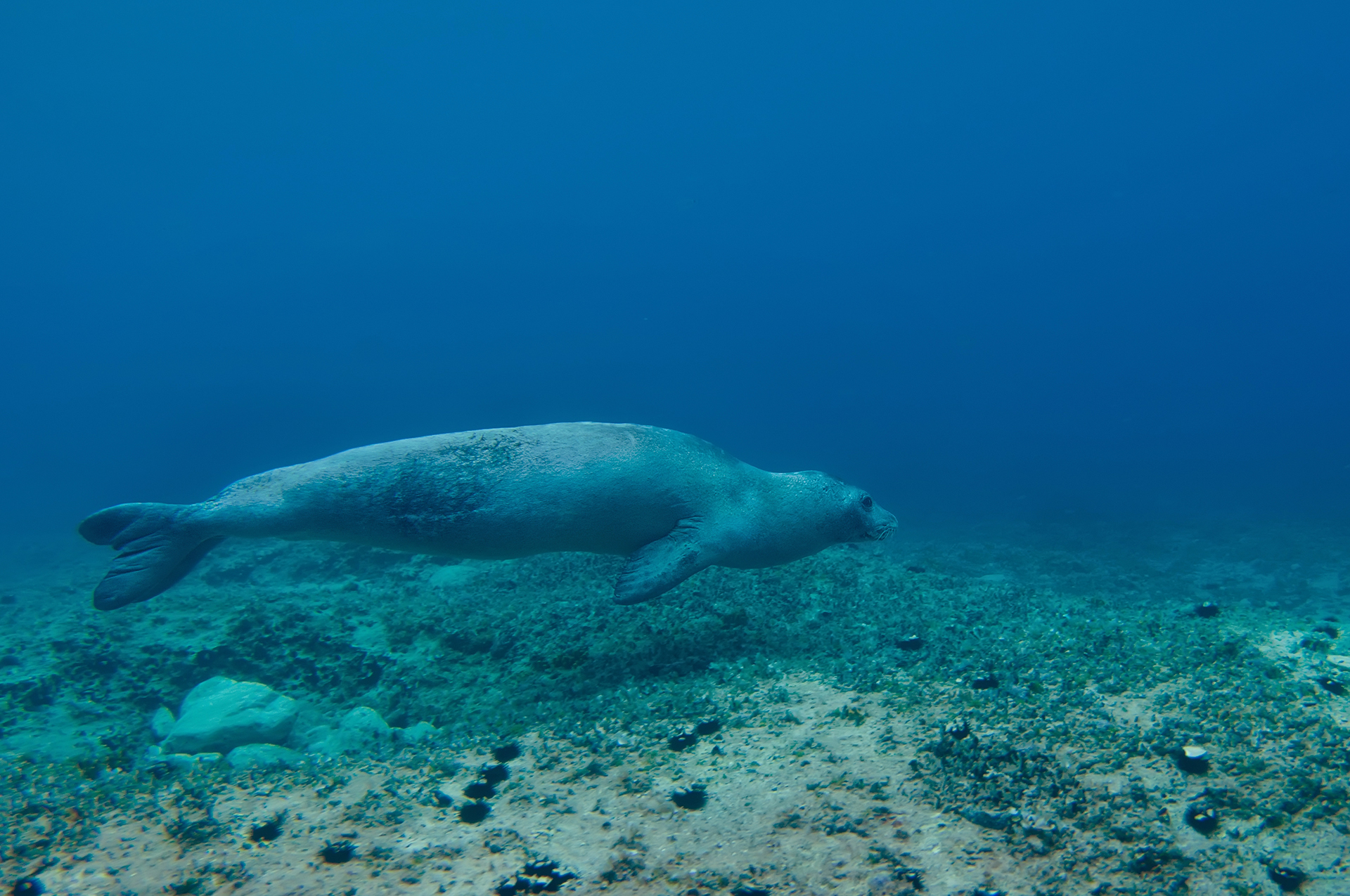
Foca monaca mediterranea

### Specie alloctone
A parte lo sciacallo dorato e la genetta comune, che hanno raggiunto il nostro paese naturalmente, ci sono molti altri animali che sono stati introdotti in Italia dall'uomo per svariate ragioni, che possono variare dalla caccia all'industria delle pellicce. Caso particolare è quello del procione, liberato dall'esercito statunitense nella Francia settentrionale nel 1966: da allora, l'animale ha iniziato a guadagnare sempre più terreno arrivando fino in Italia settentrionale, dove, ad oggi, sono in atto progetti di bonifica volti ad eliminare alcune popolazioni. La nutria e il visone americano furono invece importati come animali da pelliccia; successivamente alcuni esemplari fuggirono e formarono branchi in giro per l'Italia. La nutria, ad esempio, è considerata uno degli animali più invasivi al mondo e dal nord è arrivata fino alla Sicilia; similmente, si sono formati branchi di visoni in giro per il paese, alcuni dei quali autonomi anche dal punto di vista riproduttivo. L'ammotrago è stato introdotto in Italia, come è successo anche negli Stati Uniti ed in Messico, per ragioni venatorie, mentre animali come il tamia siberiano, lo scoiattolo grigio, lo scoiattolo di Pallas e lo scoiattolo di Finalyson furono introdotti come animali da compagnia oppure nei parchi cittadini, sfuggendo poi al controllo umano e determinando una forte competizione con lo scoiattolo autoctono.

### Uccelli

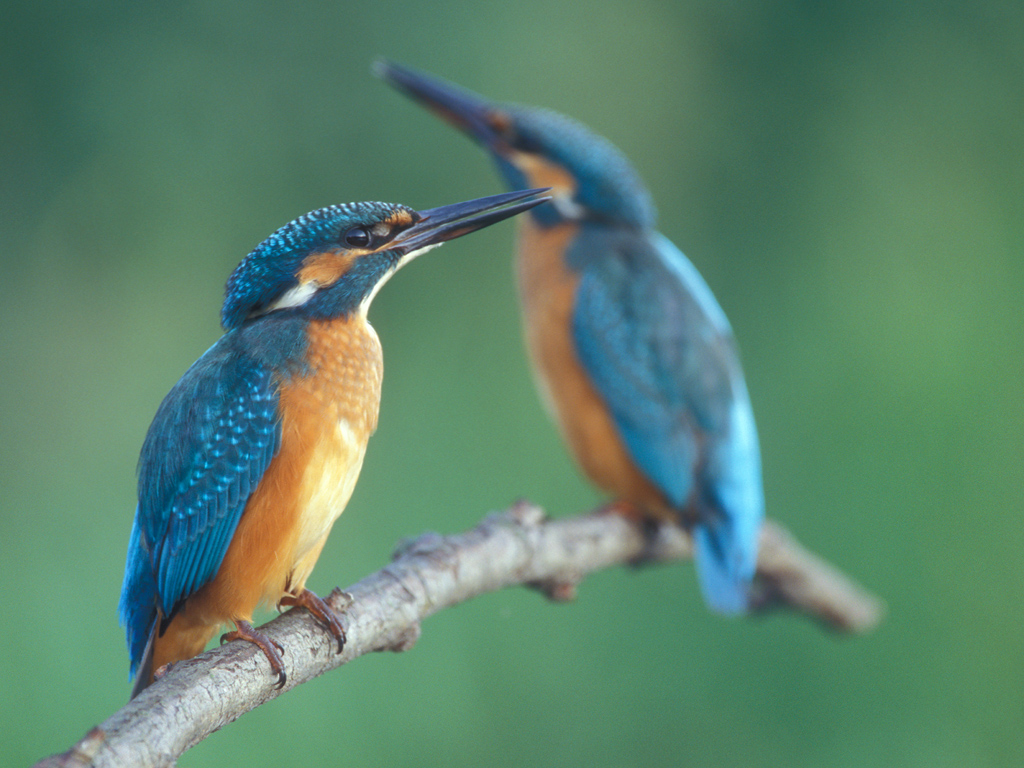
Coppia di Alcedo atthis

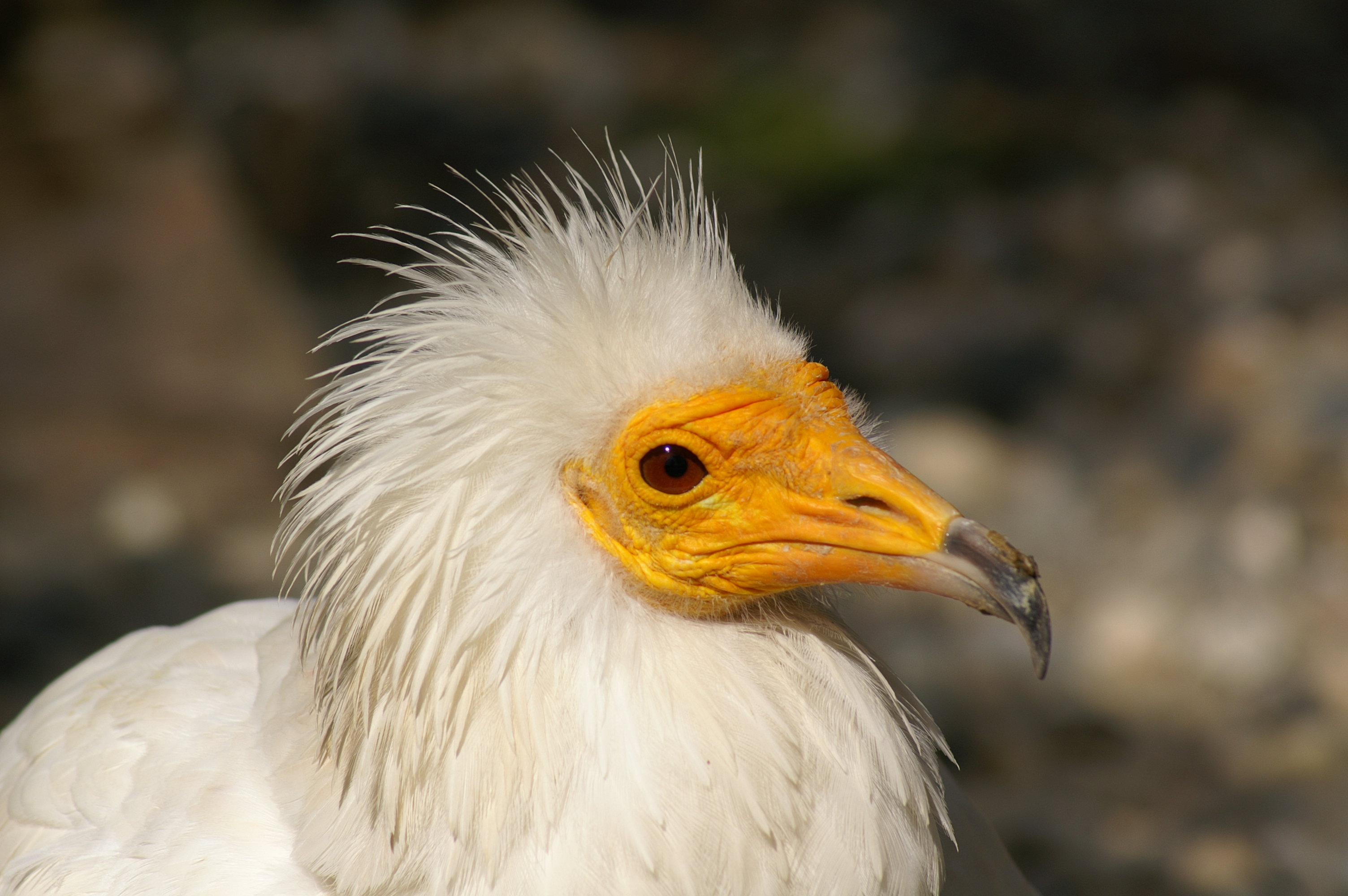
Avvoltoio capovaccaio

#### Migrazione degli uccelli
L'Italia è un'importante rotta migratoria verso le regioni sahariane, in quanto costituisce un ponte naturale tra l'Europa continentale e l'Africa attraverso il Mediterraneo.
Gli uccelli migratori con un basso carico alare come la cicogna, il falco pecchiaiolo, il nibbio bruno, il falco di palude, il gheppio e il lodolaio eurasiatico dipendono dalle termiche e dalle correnti ascensionali per attraversare il Mediterraneo in primavera. Anche se la maggior parte di questi uccelli entrano in Europa attraverso il Bosforo o lo stretto di Gibilterra, molti partono da Capo Bon in Tunisia ed entrano in Europa passando per le Isole Eolie e lo stretto di Messina verso la Calabria. Molti di questi uccelli nidificano in Europa centrale e settentrionale. In autunno gli uccelli ritornano in Africa passando sulla stessa rotta.

### Rettili

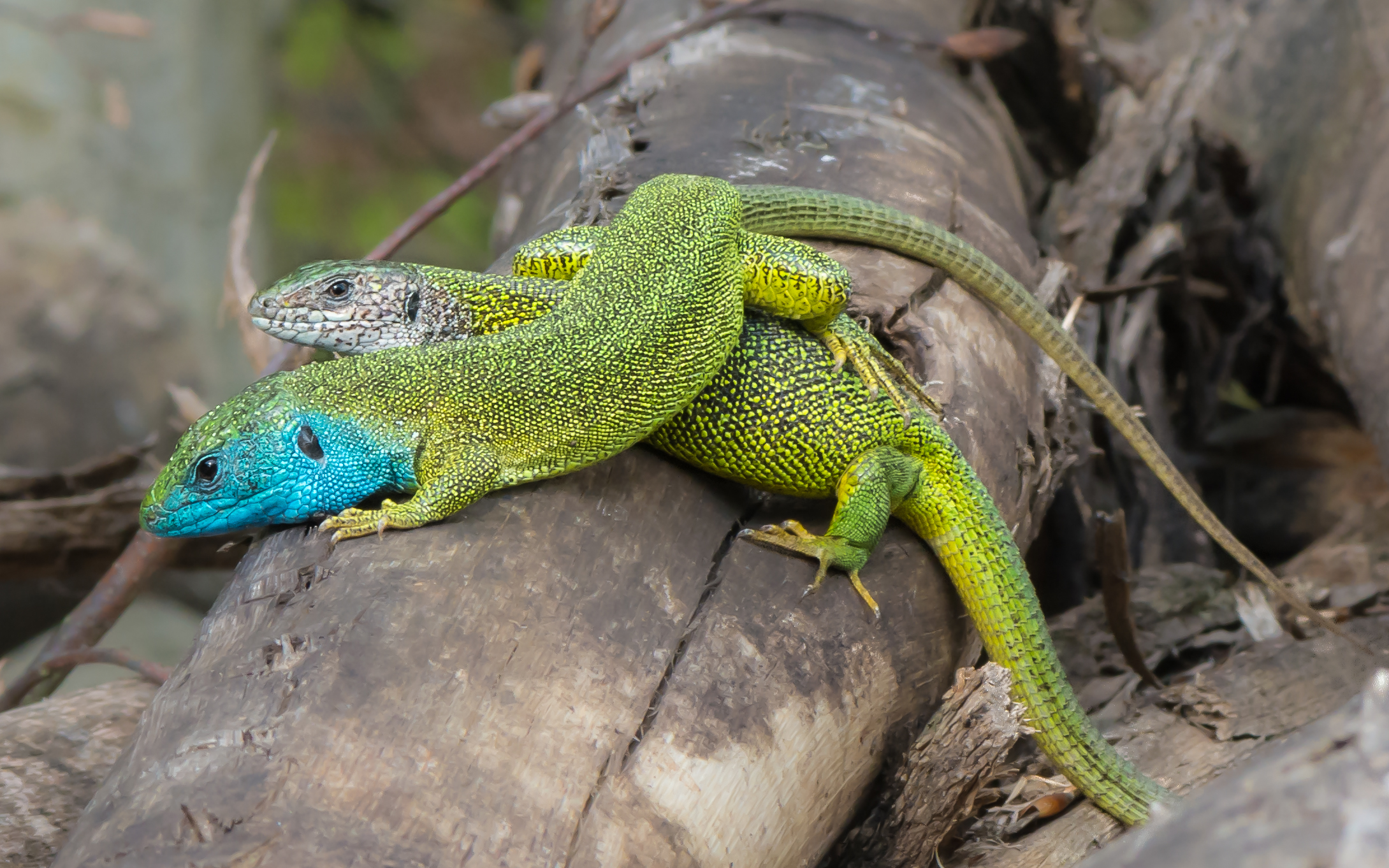
Coppia di Lacerta viridis

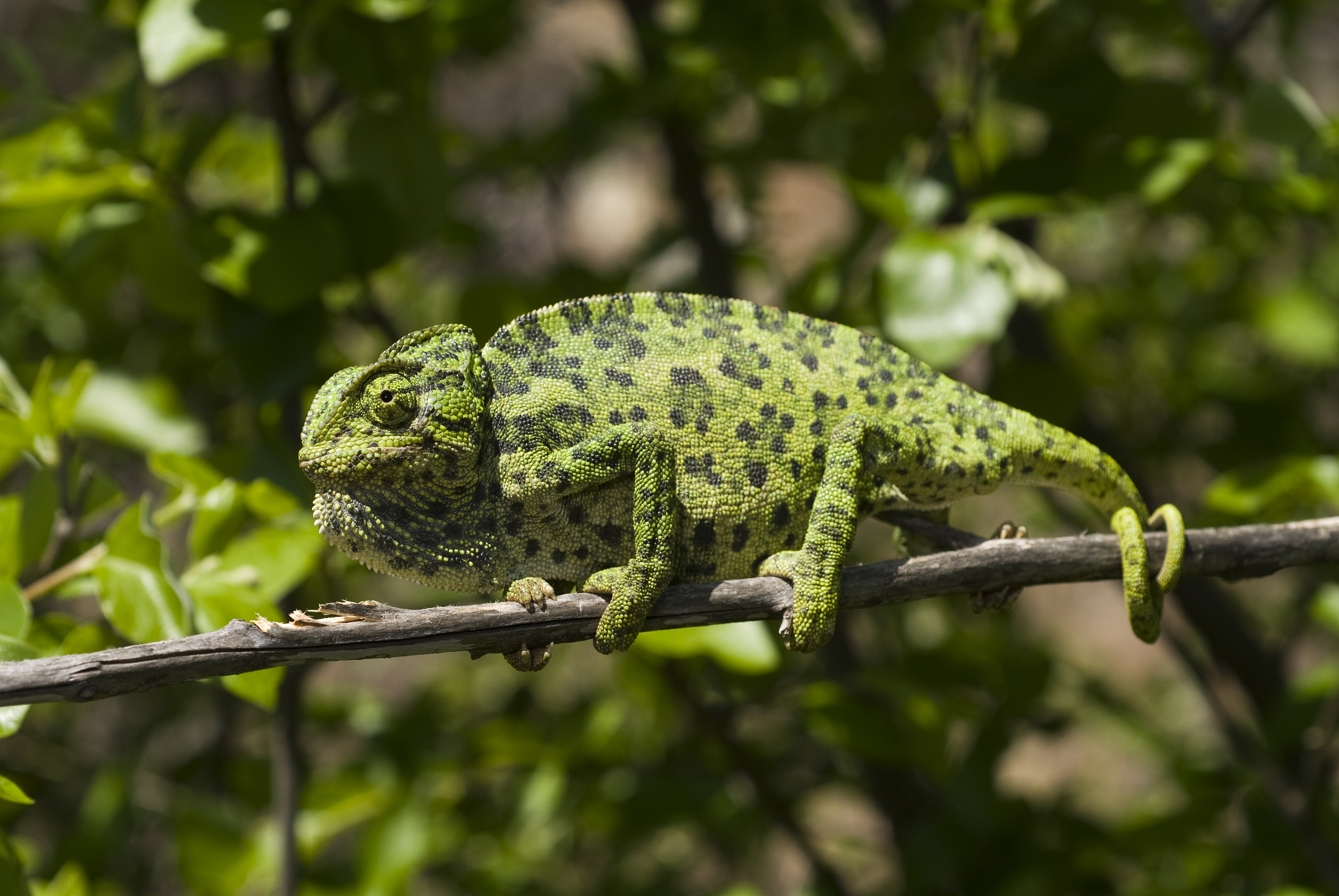
Esemplare di Camaleonte mediterraneo

### Anfibi

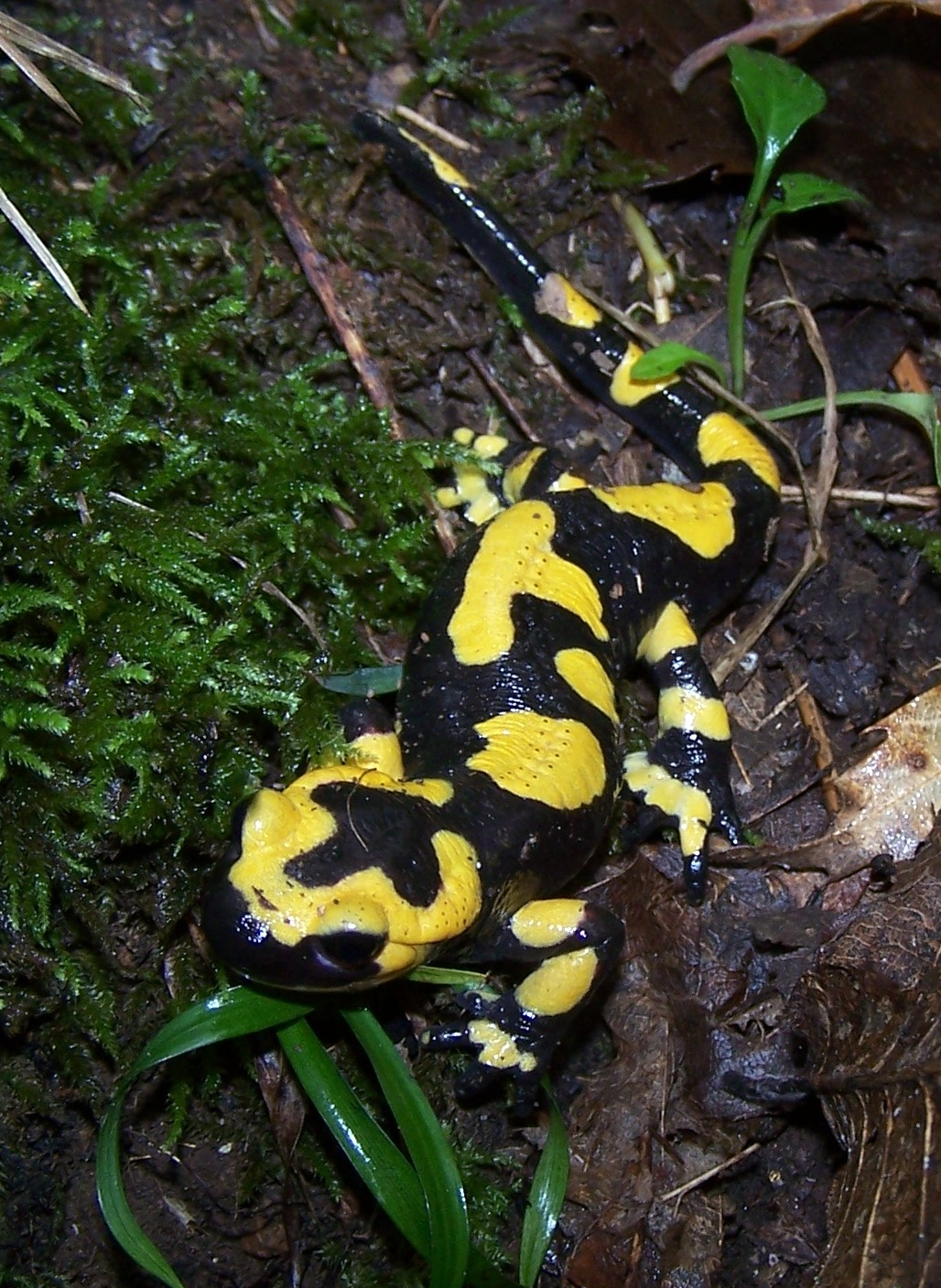
Salamandra pezzata

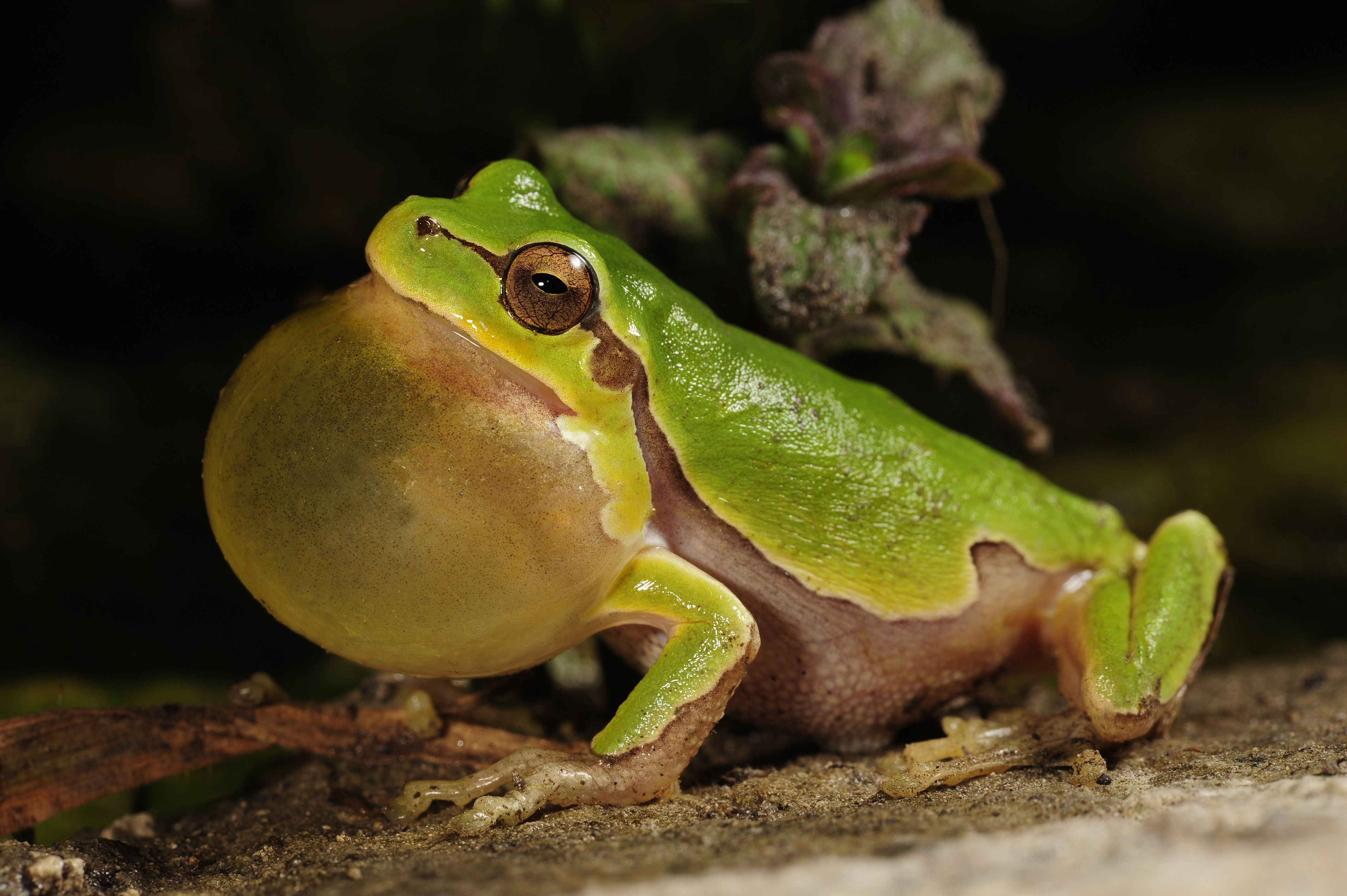
Raganella italiana

### Pesci

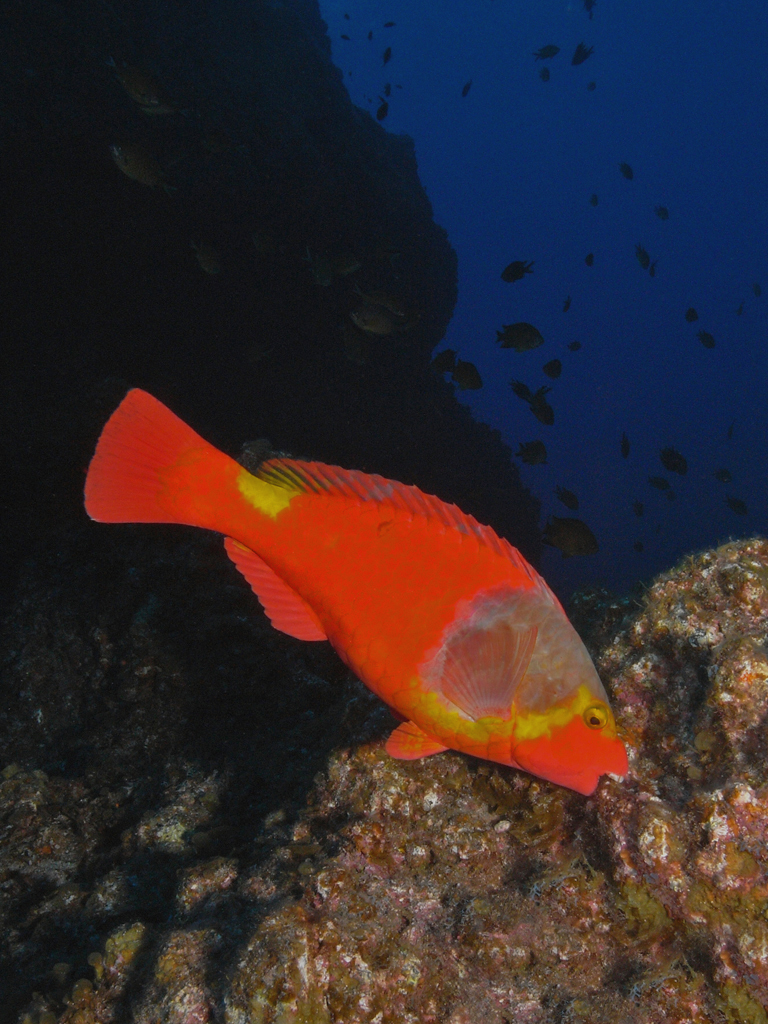
Sparisoma cretense

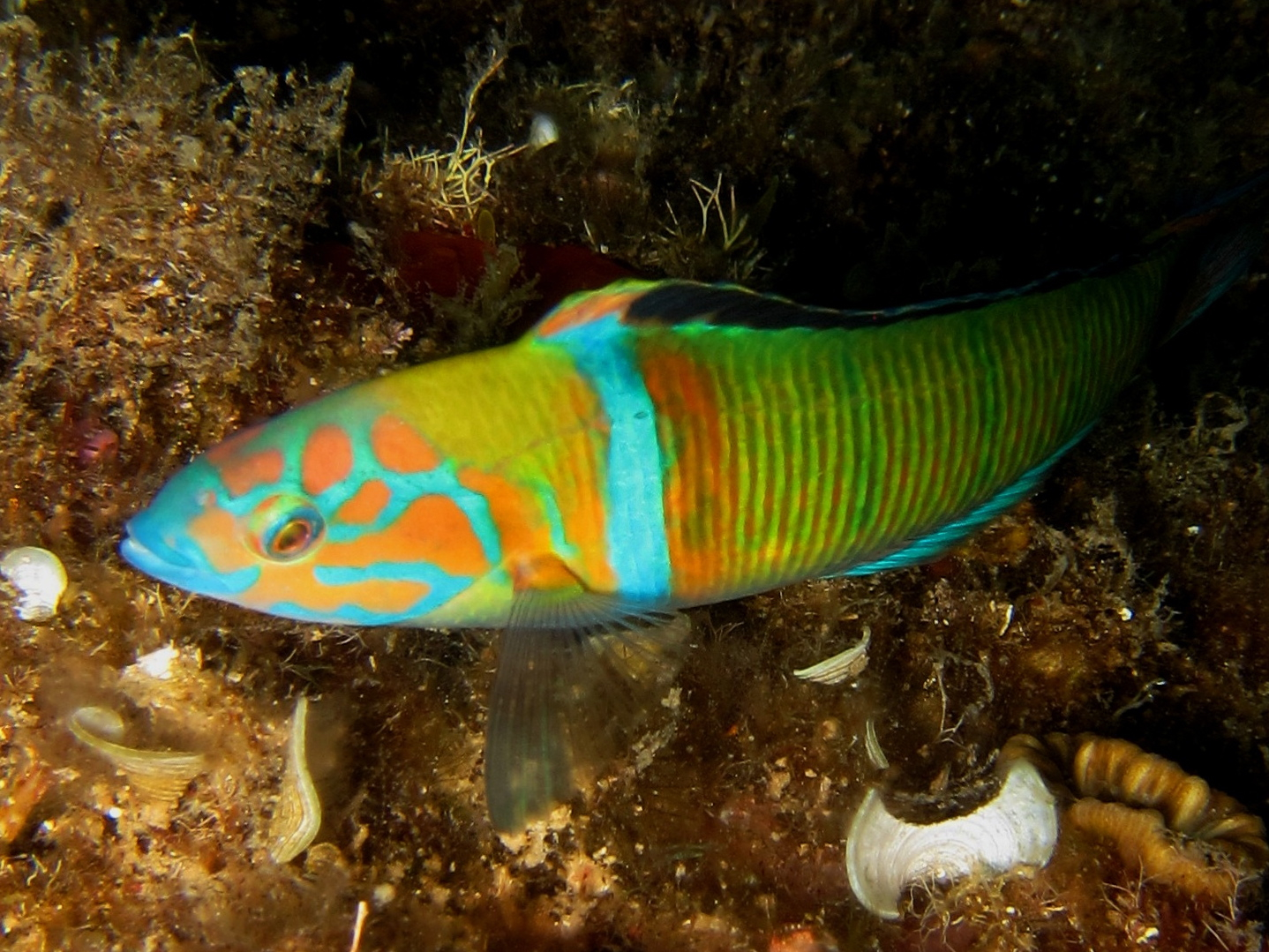
Esemplare maschio di Thalassoma pavo

## Invertebrati

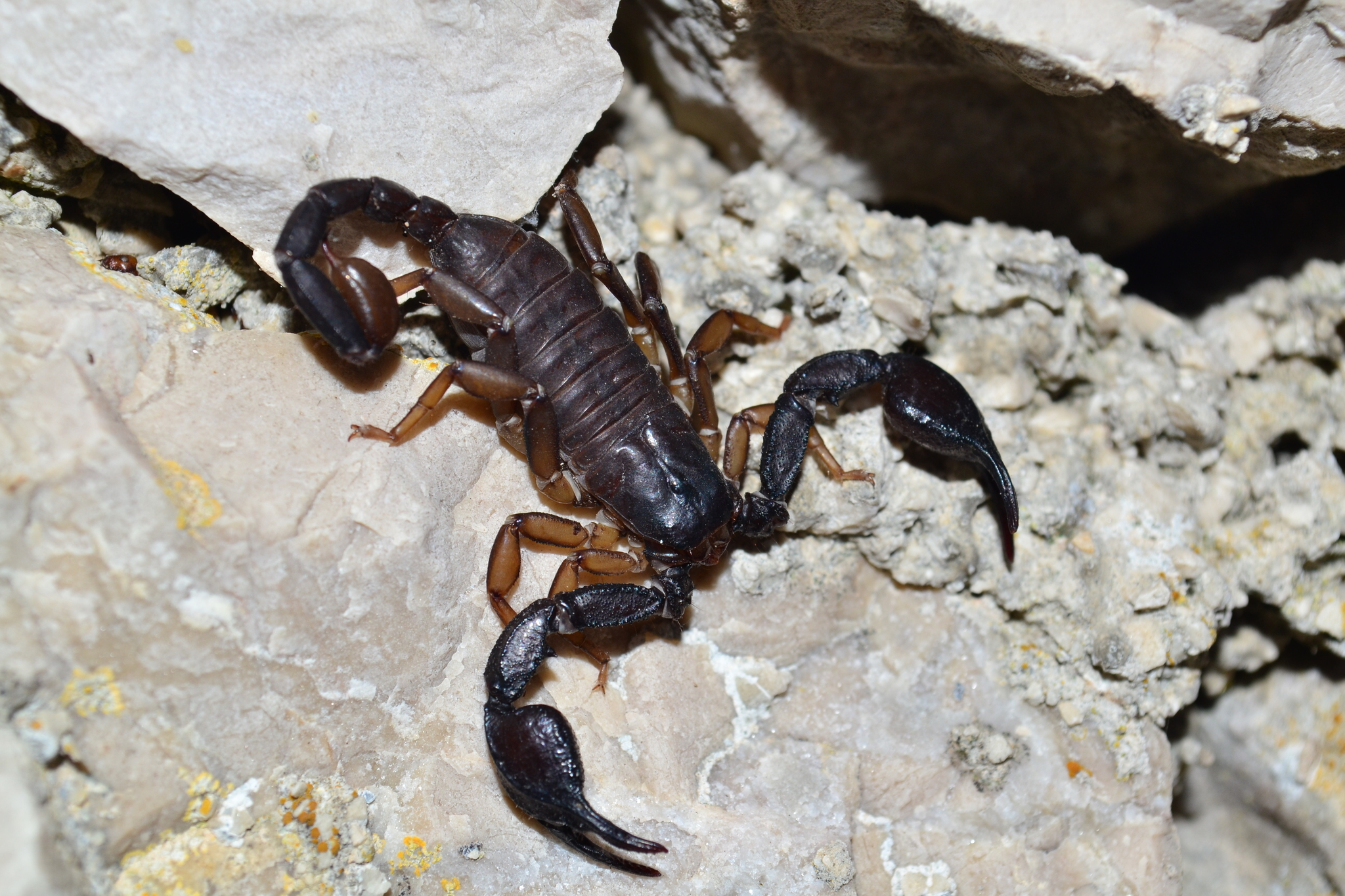
Euscorpius Italicus

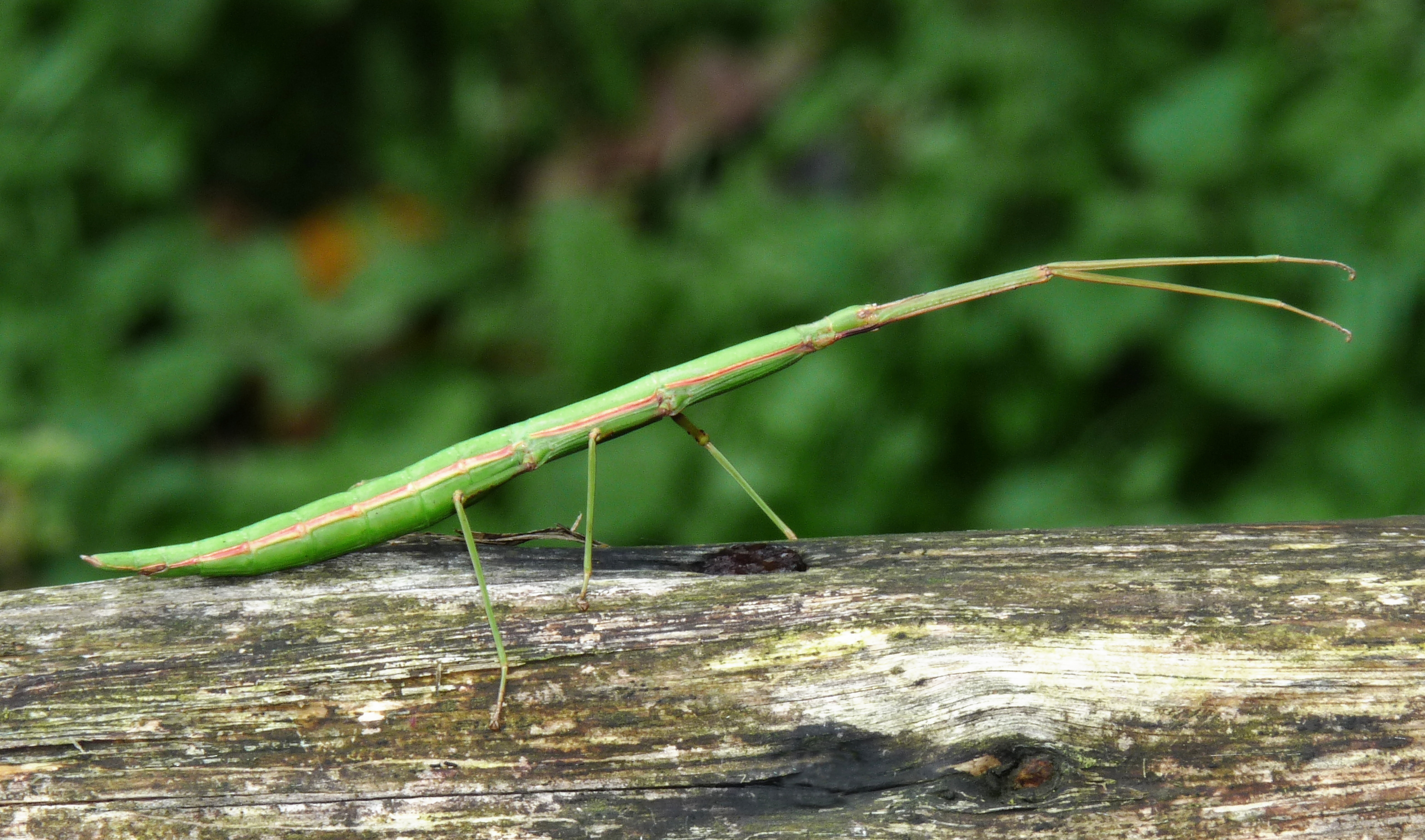
Insetto stecco mediterraneo

La fauna italiana include 56 213 specie di invertebrati che rappresentano il 97,8% sulla ricchezza totale delle specie (i vertebrati sono il 2,2%). Di questi, 37 303 specie (circa il 65%) sono insetti. La ricchezza della biodiversità italiana è una delle più alte per uno Stato europeo. Per quanto riguarda gli insetti (i più conosciuti negli altri paesi e quindi adatti a un confronto), la ricchezza di biodiversità è la più alta in assoluto (Minelli A., 1996). Nell'Italia settentrionale (Friuli Venezia Giulia, Veneto, Trentino-Alto Adige, Lombardia, Valle d'Aosta, Piemonte, Liguria, Emilia-Romagna) sono presenti 33 414 specie di invertebrati. L'Italia peninsulare (Toscana, Marche, Umbria, Lazio, Abruzzo, Molise, Campania, Puglia, Basilicata) vanta 24 297 specie. Questo potrebbe indicare un gradiente faunistico, ma per l'Italia meridionale sono disponibili dati meno completi e i biotopi sono assai differenti (Stoch F., 2004).

## Fauna marina

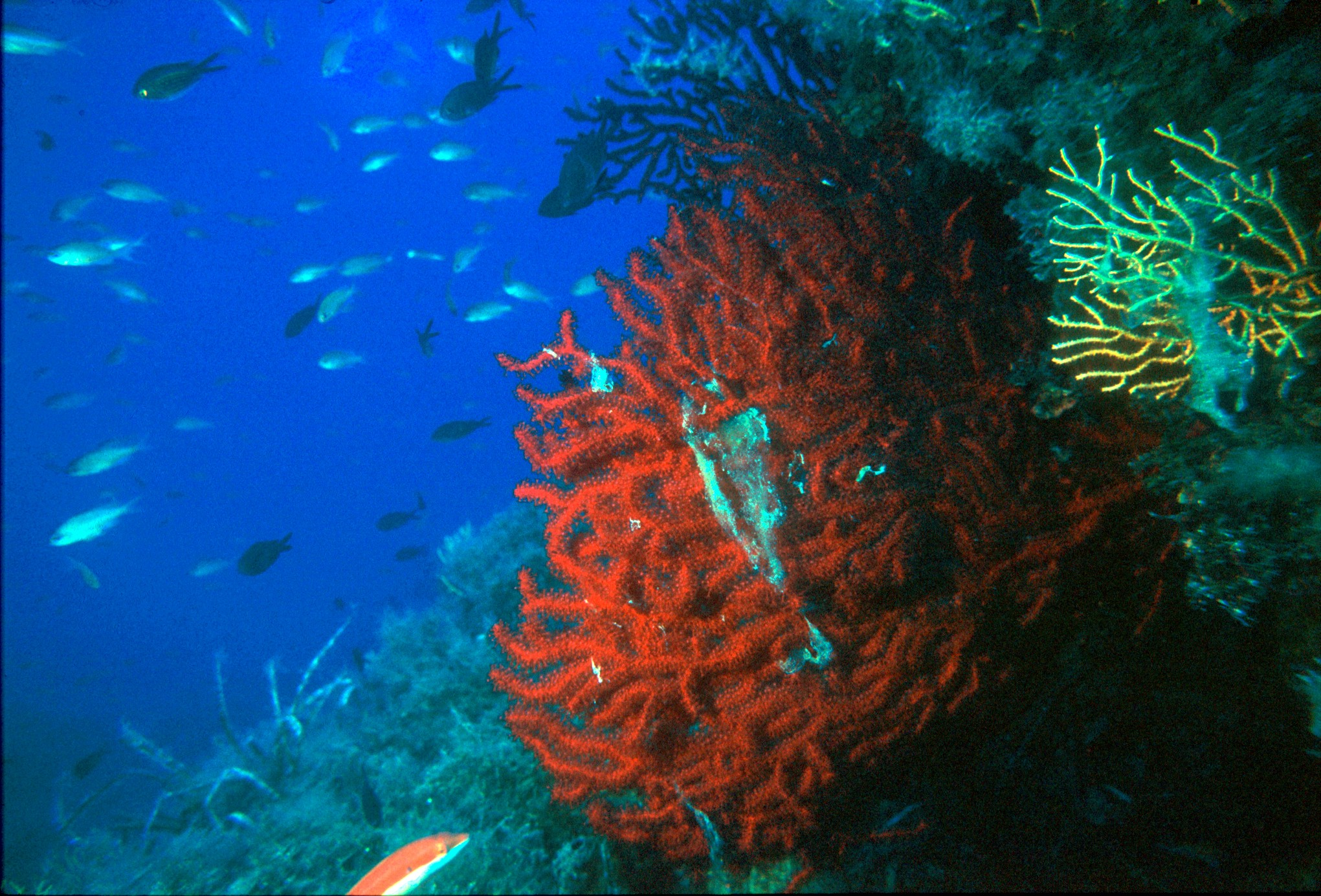
Reef con Paramuricea clavata

Tipi di habitat caratteristici delle zone costiere italiane sono la biocenosi di Cystoseira e le praterie di Posidonia oceanica. Le comunità di Lithophyllum lichenoides formano reef coralligeni notevoli.

### Lo stretto di Messina
Il mar Tirreno e il mar Ionio si incontrano nello stretto di Messina generando delle potenti correnti e delle forti turbolenze, aggravate dei bruschi cambi di conformazione del fondale in vicinanza della città di Messina. Di conseguenza molte specie solitamente rare nel Mediterraneo si possono trovare in gran numero nei pressi dello stretto. È piuttosto comune trovare in superficie specie tipiche delle acque più profonde e viceversa, o specie di mare aperto vicino alla spiaggia. L'acqua in risalita trascina le specie dal fondale verso la superficie fino a farle talvolta arenare sulla spiaggia. Reso famoso nel diciannovesimo secolo dagli zoologi Nikolaj Miklucho-Maklaj e Anton Dohrn, lo stretto presenta una straordinaria abbondanza di comunità planctoniche, bentoniche e pelagiche.

### Migrazione lessepsiana
Dall'apertura del canale di Suez nel 1869 alcune specie invasive originarie del Mar Rosso sono diventate una componente non indifferente dell'ecosistema mediterraneo, avendo un impatto significativo sull'ecologia del Mediterraneo poiché minacciano molte specie locali ed endemiche. Circa 300 specie native del Mar Rosso sono state identificate nel Mediterraneo, ma probabilmente ce ne sono altre da scoprire. Questo fenomeno è chiamato migrazione lessepsiana.

## Specie aliene e introdotte

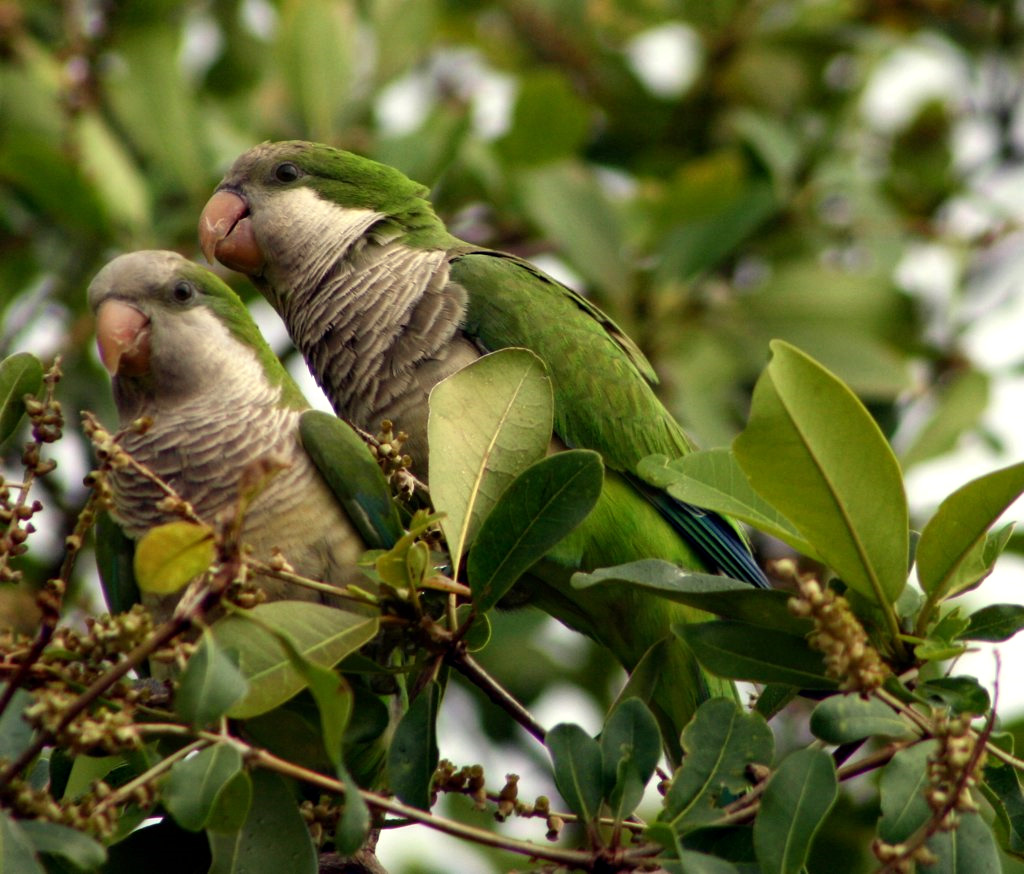
Due parrocchetti monaco. Questa specie è ormai ambientata nei parchi urbani

La fauna italiana è ricca di specie aliene e naturalizzate. Alcune di esse risalgono ai tempi dell'Impero romano, come probabilmente il daino e forse la carpa comune.

## Fauna del Pleistocene

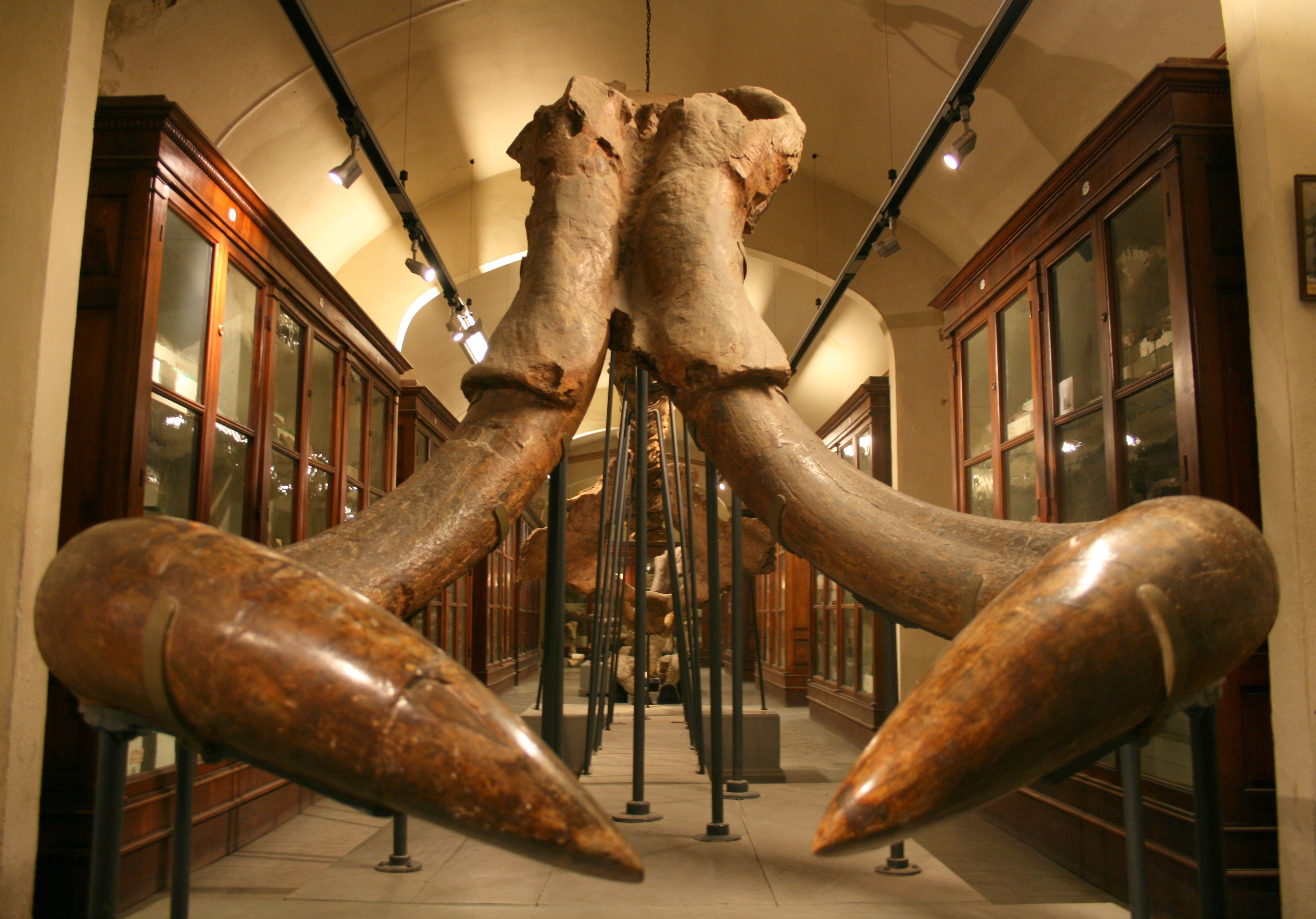
Mammuthus meridionalis al Museo paleontologico di Montevarchi

I grandi mammiferi italiani del Pleistocene provenivano principalmente dalle zone più fredde dell'Europa settentrionale. Specie tipiche sono:
- Orso delle caverne
- Leone delle caverne
- Ippopotamo europeo
- Uomo di Neanderthal
- Mammut lanoso
- Mammut meridionale
- Palaeoloxodon antiquus
- Rinoceronte lanoso
- Megalocero

### Elefanti nani
Gli elefanti nani del Pleistocene si sono evoluti a seguito di un processo di nanismo insulare in Sardegna:
- Mammuthus lamarmorae
- Palaeoloxodon antiquus
- Palaeoloxodon melitensis

e in Sicilia e a Malta
- Palaeoloxodon antiquus leonardii
- Palaeoloxodon mnaidriensis
- Palaeoloxodon falconeri

Altri animali del Pleistocene ritrovati in queste isole sono:
- Cynotherium sardous
- Hippopotamus pentlandi

## Conservazione

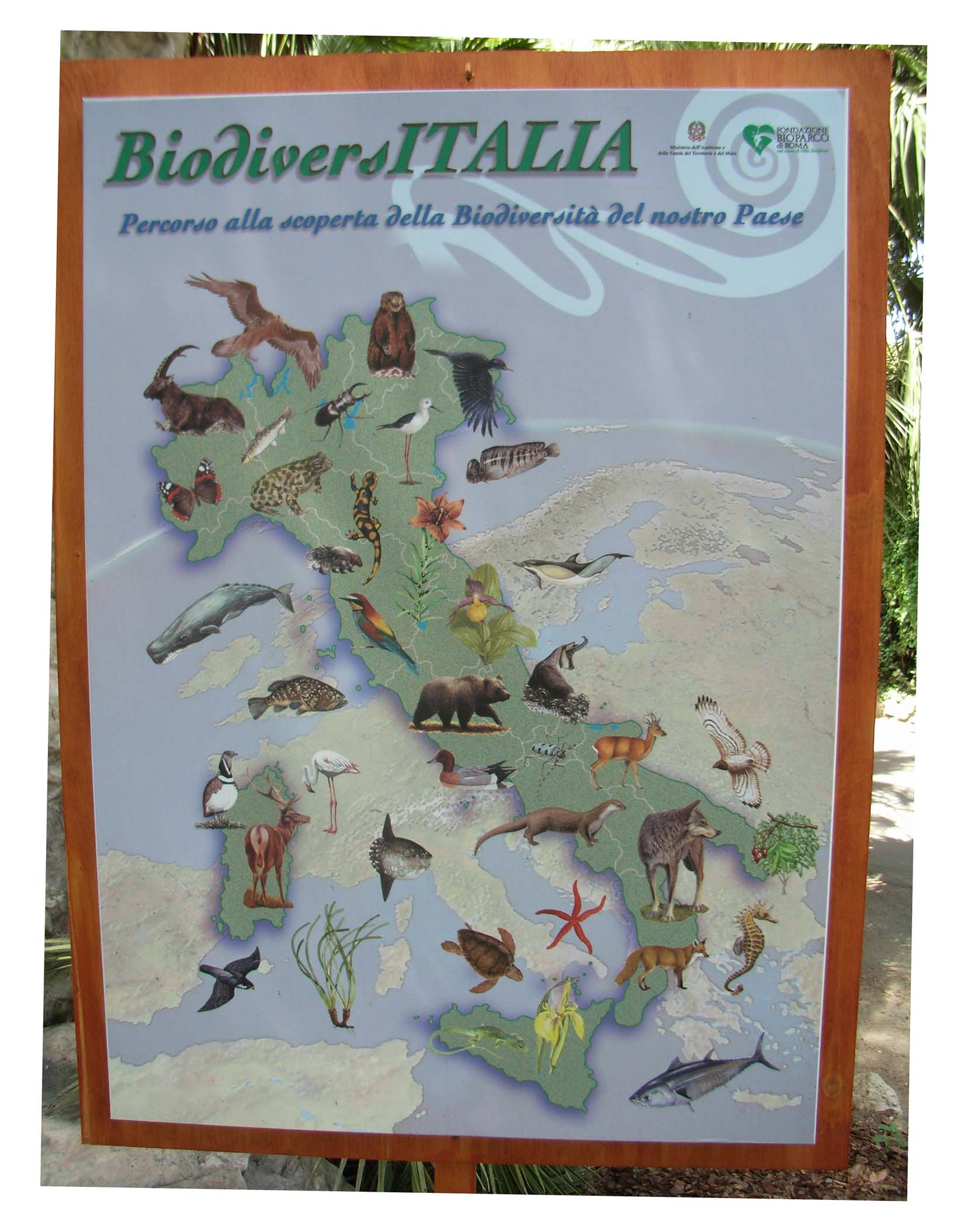
BiodiversItalia al Bioparco di Roma

L'Italia ha 20 parchi nazionali e 130 parchi regionali. Inoltre sono state istituite delle riserve nazionali (circa 150 zone protette da leggi dello stato), riserve regionali (un totale di 270 aree protette da leggi regionali) e 16 riserve marine.

### Musei di zoologia
I musei che contengono importanti collezioni della fauna italiana e che hanno gallerie pubbliche dedicate alla fauna sono:
- Il Museo di storia naturale di Trieste
- Il Museo della Specola di Firenze
- Il Museo di storia naturale di Ferrara
- Il Museo di storia naturale di Genova
- Il Museo di storia naturale di Milano
- Il Museo di storia naturale di Pavia
- Il Museo civico di zoologia di Roma
- Il Museo civico di Rovereto
- Il Museo di scienze naturali di Bergamo
- Il Museo di storia naturale di Firenze
- Il Museo regionale di scienze naturali di Torino
- Il Museo di storia naturale di Pisa
- Il Museo tridentino di scienze naturali di Trento
- Il Museo di Zoologia di Napoli
- Il Museo paleontologico di Montevarchi
- Il Museo di Storia Naturale di Verona

### Associazioni zoologiche italiane
- Lega Italiana Protezione Uccelli
- Unione zoologica italiana
- Accademia nazionale italiana di entomologia
- Società entomologica italiana
- Societas Herpetologica italica
- Associazione primatologica italiana
- Associazione teriologica italiana
- Società italiana per lo studio e la conservazione delle libellule - ODONATA.IT
- Centro studi cetacei